# Calophyllum brachyphyllum
Calophyllum brachyphyllum är en tvåhjärtbladig växtart som beskrevs av Merrill. Calophyllum brachyphyllum ingår i släktet Calophyllum och familjen Calophyllaceae. Inga underarter finns listade i Catalogue of Life.